# Lindy the Return of Little Light
Lindy the Return of Little Light är en svensk dokumentärfilm som hade premiär 17 maj 2019. Filmen är regisserad av Ida Persson Lännerberg, som även har skrivit manus tillsammans med Katinka Bröms och China Åhlander.

## Handling
Filmen handlar om skådespelaren Lindy Larsson. Ida Persson Lännerberg har i filmen följt Larsson under fyra år. Han berättar om hur han inte passade in som liten och hur det påverkat honom livet igenom. I dokumentären berättar Larsson om uppväxten och känslan av att vara annorlunda och om fördomar och diskrimineringar hans romska släktingar har mött i Sverige. Själv mobbades han i skolan och kallades för "tattarunge" regelbundet. Skammen och alienationen över att vara den han är gör han stolt upp med på Maxim Gorki-teatern i Berlin 2017 där han spelar och berättar om sig själv som rom och gay.

## Medverkande
| - Sara Edin – Sig själv - Stefan Forss – Sig själv - Pelle Halvarsson – Sig själv - Anna Karlsson – Sig själv - Lindy Larsson – Sig själv | - Mats Lekander – Sig själv - Pia Lundstedt – Sig själv - Marta Oldenburg – Sig själv - Miriam Oldenburg – Sig själv - Michael Vinsa – Sig själv |